# Okileucauge
Genre
Okileucauge est un genre d'araignées aranéomorphes de la famille des Tetragnathidae.

## Distribution
Les espèces de ce genre se rencontrent en Chine et au Japon.

## Liste des espèces
Selon World Spider Catalog (version 23.0, 27/05/2022) :
- Okileucauge elongata Zhao, Peng & Huang, 2012
- Okileucauge geminuscavum Chen & Zhu, 2009
- Okileucauge gongshan Zhao, Peng & Huang, 2012
- Okileucauge hainan Zhu, Song & Zhang, 2003
- Okileucauge nigricauda Zhu, Song & Zhang, 2003
- Okileucauge sasakii Tanikawa, 2001
- Okileucauge tanikawai Zhu, Song & Zhang, 2003
- Okileucauge tibet Zhu, Song & Zhang, 2003
- Okileucauge yinae Zhu, Song & Zhang, 2003

## Systématique et taxinomie
Ce genre a été décrit par Tanikawa en 2001 dans les Tetragnathidae.

## Publication originale
- Tanikawa, 2001 : « Okileucauge sasakii, a new genus and species of spider from Okinawajima Island, southwest Japan (Araneae, Tetragnathidae). » Journal of Arachnology, vol. 29, no 1, p. 16-20 (texte intégral).